# ACTL10
ACTL10 (англ. Actin like 10) – білок, який кодується однойменним геном, розташованим у людей на довгому плечі 20-ї хромосоми. Довжина поліпептидного ланцюга білка становить 245 амінокислот, а молекулярна маса — 26 751.
| 10         |  | 20         |  | 30         |  | 40         |  | 50         |
| ---------- |  | ---------- |  | ---------- |  | ---------- |  | ---------- |
| MASTALLALC |  | STGAFSGLAV |  | EAGAGVCHAT |  | PIYAGHSWHQ |  | ATFRLNVAGS |
| TLSRYLRDLL |  | VAANPDLLQQ |  | ALPRKAITHL |  | KKRSCYVSLD |  | FEGDLRDPAR |
| HHPASFSVGN |  | GCCVCLSSER |  | FRCPEPIFQP |  | GLLGQAEQGL |  | PALAFRALQK |
| MPKTLRTRLA |  | DTVVLAGGST |  | LFPGFAERLD |  | KELEAQCRRH |  | GYAALRPHLV |
| AKHGRGMAVW |  | TGGSMVASLH |  | SFQRRWITRA |  | MYQECGSRLL |  | YDVFN      |

A: Аланін

C: Цистеїн

D: Аспарагінова кислота

E: Глутамінова кислота

F: Фенілаланін

G: Гліцин

H: Гістидин

I: Ізолейцин

K: Лізин

L: Лейцин

M: Метіонін

N: Аспарагін

P: Пролін

Q: Глутамін

R: Аргінін

S: Серин

T: Треонін

V: Валін

W: Триптофан